# Euperipatoides rowelli
Espèce
Répartition géographique
- Famille des Peripatopsidae

Euperipatoides rowelli est une espèce d'onychophores ovovivipares de la famille des Peripatopsidae. Il vit dans les Nouvelle-Galles du Sud et le Territoire de la capitale australienne,.
Ce panarthropode chasse en projetant deux jets de bave formant chacun un fil collant qui retient ses proies (des vers ou des arthropodes). Ce fil est constitué d'une âme de protéines qui polymérise sous l'effet d'une traction mécanique et d'une gaine de lipides qui perd son caractère adhésif pour devenir aussi résistante que le nylon.

## Publication originale
- Reid, A. L. (1996) : Review of the Peripatopsidae (Onychophora)  in Australia, with comments on peripatopsid relationships. Invertebrate Taxonomy, 10 (5), 663–936.